# Moskovia-Airlines-Flug 9675
Auf dem Moskovia-Airlines-Flug 9675 (Flugnummer IATA: 3R9675, ICAO: GAI9675, Funkrufzeichen: GROMOV AIRLINE 9675) verunglückte am 26. Mai 2008 eine Antonow An-12BK der Moskovia Airlines, nachdem kurz nach dem Start vom Flughafen Tscheljabinsk ein Brand an Bord ausgebrochen war. Bei dem Unfall kamen alle 9 Personen an Bord der Maschine ums Leben.

## Flugzeug
Bei dem auf dem Flug eingesetzten Flugzeug handelte es sich um eine Antonow An-12BK aus sowjetischer Produktion die zum Unfallzeitpunkt 40 Jahre und einen Monat alt war. Das Roll-Out der Maschine war am 6. März 1968 erfolgt. Sie trug die Werksnummer 88345508 und die Modellseriennummer 55-08. Die Maschine absolvierte ihren Erstflug am 31. März 1968, die Auslieferung an die Aeroflot mit dem Luftfahrzeugkennzeichen CCCP-12957 folgte am 25. April 1968. Während der Sowjetzeit wurde die Maschine zwischen verschiedenen lokalen Abteilungen der Aeroflot weitergereicht. Am 12. Mai 1981 ereignete sich in Anadyr ein Unfall mit der Maschine, ein weiterer am 18. Dezember 1992, als die Maschine nach einem Startabbruch in Norilsk das Startbahnende überrollte. Danach war die Maschine, auch bedingt durch den Zusammenbruch der Sowjetunion, einige Zeit eingelagert, ehe sie wieder repariert und durch die lokale Regierung von Norilsk in Betrieb genommen wurde. Die Antonow erhielt in diesem Zuge ihr neues, russisches Kennzeichen RA-12957 und ging am 22. November 1995 wieder in Betrieb. Ab dem 8. Dezember 1995 war die Maschine an die Fluggesellschaft Jenissei Meridian vermietet, ehe sie am 23. März 1998 durch diese eingelagert wurde. Es folgte ab dem 25. November 1998 ein weiterer Einsatz der Maschine durch die Regionalregierung von Norilsk, ehe die Maschine am 15. Januar 2001 durch diese erneut eingelagert wurde. Ab dem 23. April 2001 war sie wieder im Einsatz. Zum 10. Oktober 2001 wurde die Maschine an die Leasinggesellschaft Gals-Inter verkauft, die diese umgehend an die Regierung von Norilsk zurückverleaste. Ab dem 28. August 2001 war die Maschine an die Kosmos Airlines verleast, bis die Fluggesellschaft diese zum 24. Mai 2006 erneut einlagerte. Am 20. Juli 2006 wurde sie erneut in Betrieb genommen, bis am 24. April 2008 eine weitere Einlagerung folgte. Die Maschine wurde nur drei Wochen vor dem Unfall, am 5. Mai 2008, bei ihrem neuen Eigentümer Moskovia Airlines in Betrieb genommen. Das viermotorige Transportflugzeug war mit vier Turboproptriebwerken des Typs Iwtschenko AI-20M ausgestattet. Zum Unfallzeitpunkt verfügte die Maschine über eine kumulierte Betriebsleistung von 43.759 Betriebsstunden, auf die 14.828 Starts und Landungen entfielen. Die Maschine trug zum Unfallzeitpunkt die Bemalung der Kosmos Airlines, lediglich die Betreiberschriftzüge waren übermalt worden.

## Insassen und Fracht
Es befand sich eine siebenköpfige Besatzung an Bord, außerdem flogen zwei Passagiere mit. Der Flugkapitän Anatoli Stepanowitsch Sereschkin verfügte über 14.928 Stunden Flugerfahrung, der Erste Offizier Alexei Nikolajewitsch Wolkow über 11.021 Stunden. Zu den übrigen Insassen gehörten der Navigator Oleg Jossifowitsch Sewastianow, der Flugmechaniker Alexander Wassilijewitsch Paschkow, die Bordfunker Wiktor Serafimowitsch Tjumenzjew und Juri Nikolajewitsch Bogdan, der Flugmanager Andrej Nikolajewitsch Makarow sowie die beiden Ingenieure Juri Walentinowitsch Tjukow und Grigori Borissowitsch Bondarenko.

## Unfallhergang
Mit der Maschine war Fracht in Tscheljabinsk abgeliefert worden. Die Maschine befand sich auf dem Rückflug nach Perm. Das Flugzeug startete um 14:03 Uhr UTC von der Landebahn 09. Ungefähr eine Minute nach dem Start meldete die Besatzung Rauch im Cockpit. Die Piloten baten um Erlaubnis, zur Landung auf der Landebahn 09 zurückkehren zu dürfen. Während des Rückfluges und der Ausrichtung der Maschine entsprechend der Landebahn 09 füllte zunehmend Rauch das Cockpit. Die Besatzung erhielt auch mehrere falsche Warnungen. Dann wurden zwei Triebwerke automatisch abgestellt. Die Querruderkontrolle ging etwa 11 Kilometer vor dem Zielflughafen verloren und damit auch die Kontrolle über die Maschine. Die Antonow schlug im Gelände auf und brannte aus.

## Ursache
Als Unfallursache wurde ein Steuerbarkeitsverlust hinsichtlich des Rollwinkels der Maschine festgestellt. Zu dem Kontrollverlust sei es aufgrund der brandbedingten Zerstörung der Querrudersteuerkabel während eines Notanflugs zum Abflughafen Tscheljabinsk gekommen.
Die Zerstörung der Querruderverkabelung erfolgte vermutlich im Bereich des 23. bis 25. Stringers des Frachtraums. Der Grund für die Zerstörung der Verkabelungsanlage war höchstwahrscheinlich eine erhebliche Hitzeeinwirkung einer in diesem Bereich befindlichen Steuerwelle und deren anschließender Bruch unter Zuglastbetrieb. Das Erhitzen der Steuerwelle war vermutlich die Folge eines Brandes im benachbarten Bordstromnetz. Dies habe zu einer Rauchentwicklung im Frachtraum, zu einem unerwarteten Auslösen von Alarmsystemen, einem Ausfall der Steuersysteme und dem automatischen Abschalten von zwei Triebwerken geführt. Elektrische Kabelleiter, Verteiler und weitere Baugruppen im Bereich des 15. bis 25. Stringers, also der Decke des Laderaums, waren durch das Feuer erheblich in Mitleidenschaft gezogen worden, was zu einer Kollision mit dem Boden führte. Aufgrund der schweren Brand- und Absturzschäden was es nicht möglich, die ursprüngliche Brandquelle exakt zu bestimmen.